# Cầu Lillebælt

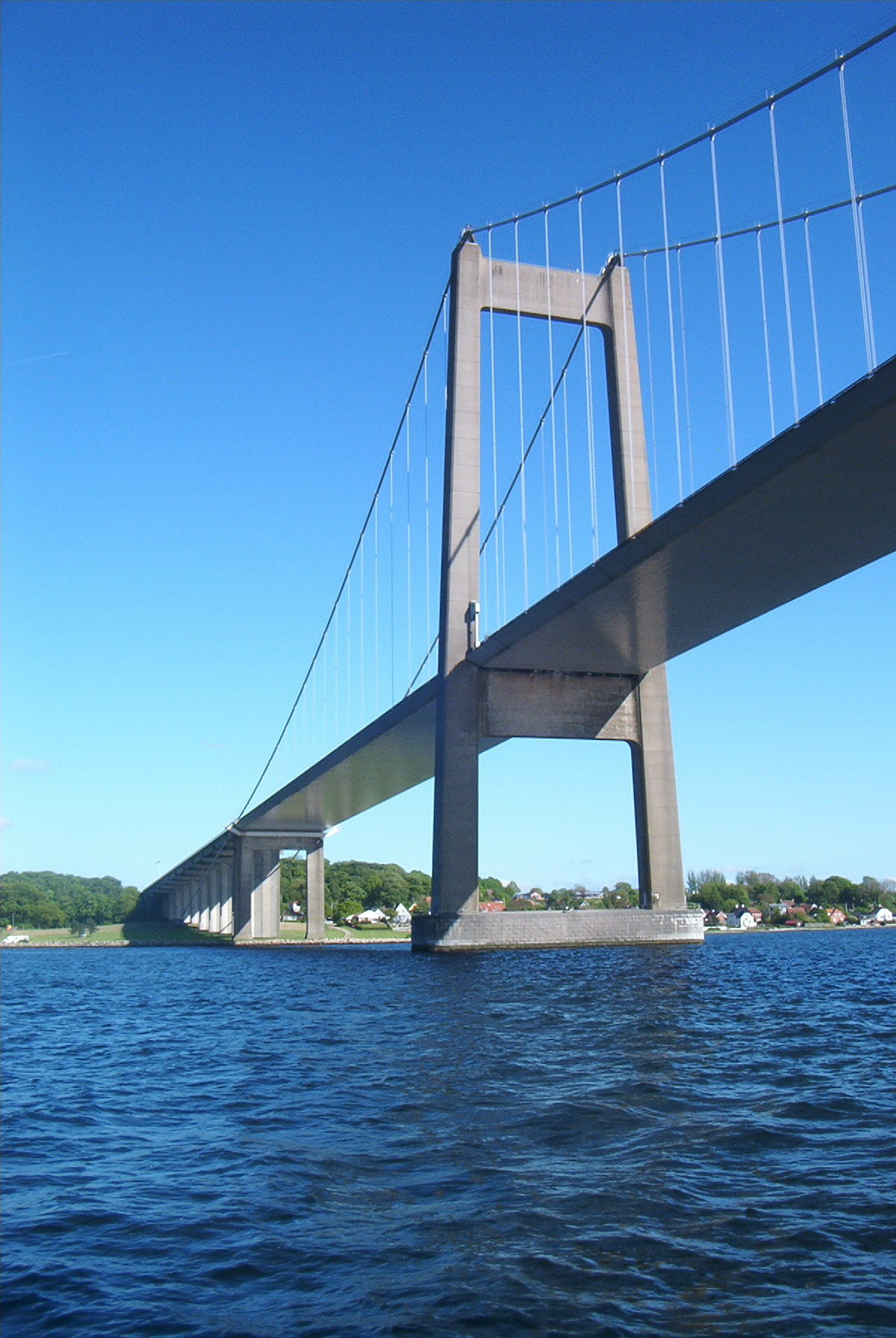
Lillebæltsbroen (1970).

Cầu Lillebælt, cũng gọi Cầu Lillebælt mới, (tiếng Đan Mạch: Lillebæltsbroen) là một cầu treo bắc qua eo biển Lillebælt, nối xa lộ châu Âu E20 từ bán đảo Jutland qua đảo Fyn (Đan Mạch).
Cầu được xây dựng từ năm 1965 tới năm 1970, có chiều dài 1.700 m, rộng 33,3 m, với 6 lằn đường cho các xe giao thông. Nhịp cầu giữa dài 600 m, treo trên các cột cao 120 m, cách mặt biển 44 m.
Cầu đã được vua Frederik IX của Đan Mạch khánh thành ngày 21 tháng 10 năm 1970.
Ngoài cầu mới này, còn có một cầu nữa qua eo biển Lillebælt, gọi là Cầu Lillebælt cũ, được xây dựng trong khoảng 1929 - 1935, dài 1.178 m, rộng 20,5 m.